# ريترن أف ذا أوبرا دين
ريترن أف ذا أوبرا دين، هي لعبة فيديو أمريكية مستقلة، وهي من تطوير المبرمج الأمريكي لوكاس بوب في اليابان، صدرت اللعبة عام 2018، وتعمل على منصات مايكروسوفت ويندوز، وبلاي ستيشن 4، وماك أو إس، وإكس بوكس ون ونينتندو سويتش، حيث تدعم اللعبة اللغة العربية.

## الموقع الخارجي
- الموقع الرسمي